# 拉惹勒南
辛纳坦比·拉惹勒南（又译拉贾拉南，1915年2月25日—2006年2月22日），新加坡政治家、前副总理和高级部长。自1959年至1988年擔任国会议员，被视为新加坡國父之一。

## 生平
1954年，拉惹勒南就讀于新加坡萊佛士公學，後赴英國取得倫敦國王學院碩士。他与吴庆瑞、李光耀、杜进才和其他先驱成员建立了新加坡人民行动党。拉惹勒南在他二十九年期间在国会服务，曾经当过外交部长（1965年－1980年）、劳动部长（1968年－1971年）、第二副总理（1980年－1985年）和总理公署高级部长（1985年－1988年）。1988年，拉惹勒南因为年老而从国会退休。
拉惹勒南深信“一个国民、一个新加坡”的愿景。1966年，拉惹勒南草拟了公民信约，并在其内容重体现了他的愿景。拉惹勒南草拟的信约，成为新加坡的国民身份认同和国家精神的象征。
2006年2月22日，拉惹勒南由于心力衰竭，年老辞世，享年90岁。政府部门命令从23日至25日，降下半旗，表示致哀，并于2006年2月25日在滨海艺术中心举行国葬。南洋理工大學的拉惹勒南國際研究學院即是以拉惹勒南所命名的。